# Бау, Карлин
Карлин Бау (нидерл. Carline Bouw, род. 14 декабря 1984) — голландская спортсменка, гребчиха, призёр чемпионата мира по академической гребле, а также Летних Олимпийских игр 2012, 2016 года.

## Биография
Карлин Бау родилась 14 декабря 1984 года в нидерландском городе Эпе, провинция Гелдерланд. Тренируется в Амстердаме на базе клуба — «AASR Skøll». Профессиональную карьеру гребца начала с 2005 года. Изучала медицину в одном из университетов в Амстердаме.
На чемпионате мира по академической гребле 2009 года в Познани Бау заработала сразу две награды. Золотую медаль принеc заплыв четверок, в которой её команда в составе Нинке Кингма, Шанталь Ахтерберг и Фемке Деккер обогнали соперниц из США и Канады. Бронзовая медаль была заработана голландскими гребцами вместе с Бау во время соревнования восьмёрок. С результатом 6:07.43 они уступили соперницам из Румынии (6:06.94 — 2-е место) и США (6:05.34 — 1-е место).
На чемпионате мира по академической гребле 2010 в Карапиро, голландская четвёрка гребцов не считалась явным фаворитом соревнований. Со старта заплыва они шли третьими, но смогли не только догнать прямых конкурентов из Австралии и США, но и выиграть золотую медаль.
Во время Летних Олимпийских игр 2016 года в Рио-де-Жанейро, Бау в составе голландской парной четвёрки заняла второе место, уступив первенство команде гребцов из Германии.